# François Beaudoin
Pour les articles homonymes, voir Beaudoin.
François Xavier, Joseph  Beaudoin est un homme politique et résistant français né le 28 août 1904 à Giromagny (Territoire de Belfort) et mort en déportation le 15 avril 1945 au camp de Flossenburg en Allemagne.

## Biographie

### Engagement politique
François Beaudoin est le fils de Charles Beaudoin, notaire à Belfort.
Ingénieur agronome de profession, à la tête d'une importante exploitation agricole familiale, il devient maire de la commune d'Obreck (Moselle) en 1934, à l'âge de 30 ans. Il conservera ce mandat jusqu'en 1939.
En janvier 1935, il prend contact, aux côtés de jeunes agriculteurs mosellans de l'arrondissement de Château-Salins, avec le Parti agraire et paysan français, et fonde une section locale. Il organise une réunion avec Fleurant Agricola, président-fondateur de ce parti. Cette section ne joue toutefois qu'un rôle politique limité, la vie politique dans cet arrondissement étant dominée par les notables. En février 1935, il est, aux côtés de Joseph Bilger et d'un animateur du Front paysan, l'un des orateurs d'une réunion se tenant à Metz dans le cadre de l'assemblée extraordinaire de l'Association mosellane des producteurs de blé. Leur discours musclé contre la politique agricole de Pierre-Étienne Flandin a gêné les élus présents, et notamment Guy de Wendel. Le discours de Beaudoin n'est cependant pas aussi virulent que celui de l'Alsacien Joseph Bilger.
En 1936, il est élu député de la Moselle dans la circonscription de Château-Salins. Élu au second tour avec 51,1 % des suffrages exprimés, il bat le sortant Lucien Génois et deux autres candidats modérés. À la Chambre des députés, il s'inscrit au groupe Agraire indépendant, petite expression parlementaire du Parti agraire et paysan français. Il fait partie du comité provisoire du Front lorrain en Moselle. Hostile à la politique agricole du Front populaire, il est surtout proche du Bauernbund de Joseph Bilger - il participe en décembre 1936 à un meeting protestant contre l'arrestation de Bilger et est l'un des orateurs d'une réunion de l'Union paysanne à Metz en janvier 1937 - et plus encore du Rassemblement national lorrain de Nancy, participant notamment à son meeting d'octobre 1936 et à ses congrès de 1937 et 1938. Il soutient la tentative du chanoine Polimann de créer en 1936 un rassemblement anticommuniste en Meuse. Il adhère personnellement au Front de la liberté en 1937. Il participe à quelques autres réunions politiques des droites, à Bordeaux en 1936, en Charente en 1937, aux côtés notamment de Philippe Henriot, Jacques Doriot et Pierre Taittinger, en Meuse et à Paris en 1938, à Saint-Dizier en 1939. Il participe aux cérémonies de Domrémy en l'honneur de Jeanne d'Arc, en 1937 et 1938. Il prend part au congrès du Parti agraire et paysan français en 1939.
Il se présente avec succès aux élections cantonales de 1937; il est élu au premier tour avec 70 % des suffrages exprimés.
Membre de nombreuses sociétés agricoles, membre du conseil d'administration de la caisse de Crédit agricole de Château-Salins depuis 1932, président de l'Association des syndicats d'élevage bovin de la race hollandaise pie noire, du syndicat des producteurs de lait de Château-Salins, fondé en juillet 1937, et de la Fédération des producteurs de lait de la Moselle, il est élu en février 1939 à la Chambre d'agriculture.

### Engagement durant la Seconde Guerre mondiale

#### Mobilisation
Sous-lieutenant puis lieutenant de réserve dans la cavalerie, il demande à être mobilisé lorsque la guerre éclate. En septembre 1939, il est affecté au 5e régiment d'automitrailleuses. Son comportement lui vaut la croix de guerre avec deux citations.
Fait prisonnier, il est libéré en 1941 en tant que père de famille nombreuse (il a 5 enfants). Il est alors nommé directeur des services agricoles d'Indre-et-Loire.

#### Résistance et déportation
Il s'engage dans la Résistance dans le réseau Cohors-Asturies des Forces françaises combattantes. Arrêté par la Gestapo à Tours le 14 septembre 1943 sur dénonciation d'un agent infiltré, il est interné, puis déporté le 27 avril 1944 vers le camp de concentration d'Auschwitz. Transféré au camp de Flossenburg, il est affecté au kommando de Flöha. Epuisé, il est fusillé le 15 avril 1945, avec 57 de ses camarades, dont 21 Français, près de Reitzenhaim, lors de l'évacuation du Kommando (Marches de la Mort).

### Distinctions
- Mort pour la France
- Citation à l'ordre de l'armée
- Chevalier de la Légion d'honneur (à titre posthume, en 1947)[24]
- Croix de guerre 1939–1945 (juin 1940)